# André Belleau
Cet article possède des paronymes, voir André Bello et Andrés Bello (homonymie).
André Belleau, né le 18 avril 1930 à Montréal et mort dans la même ville le 13 septembre 1986, est un essayiste québécois, cofondateur de la revue Liberté, producteur de cinéma à l'Office national du film du Canada et professeur d'études littéraires à l'Université du Québec à Montréal (UQAM). Il est considéré comme l'un des plus importants essayistes québécois, notamment pour ses réflexions sur la langue, le carnavalesque et le roman québécois.

## Biographie
Avant de devenir professeur au Département d’études littéraires de l’Université du Québec à Montréal à la fin des années 1960, André Belleau est fonctionnaire pour le gouvernement du Canada de 1954 à 1967, où il est notamment rattaché au ministère de la Santé nationale, à la Commission de la fonction publique fédérale et à l’Office national du film (d'abord au Service du personnel, puis à la distribution, à la recherche et finalement comme producteur).
L’œuvre critique d’André Belleau est regroupée dans quatre livres. Il publie sa thèse de doctorat de l’Université de Montréal en 1980 sous le titre Le Romancier fictif. Essai sur la représentation de l’écrivain dans le roman québécois. La même année, il devient membre du comité de rédaction de la revue Études françaises, duquel il fera partie jusqu'à sa mort en 1986. En 1984, il fait paraître un recueil de ses essais sous le titre Y a-t-il un intellectuel dans la salle ?, recueil qui sera repris, sous une forme modifiée, sous le titre Surprendre les voix tout juste après sa mort en 1986 ; ce recueil est lui-même réédité au début de 2016. Un recueil posthume de ses textes sur Rabelais, Notre Rabelais, date de 1990. Outre ces livres, Belleau fait paraître des études savantes et des essais, surtout à la revue Liberté. Benoît Melançon a établi la bibliographie des textes de et sur Belleau sur son blogue.
Deux thématiques ont surtout occupé André Belleau : la littérature française de la Renaissance, autour de Rabelais, et la littérature romanesque québécoise du XXe siècle. Il a aussi travaillé sur d’autres sujets : le statut politique du Québec, lui qui se définissait comme un indépendantiste fédéraliste non nationaliste ; le statut du français au Québec ; la musique ou la littérature populaire. Il a publié quelques nouvelles, jamais rééditées ou reprises en recueil.
De la fin des années 1950 aux années 1980, André Belleau a conçu plusieurs émissions radiophoniques pour Radio-Canada.

## Œuvre
- Le Romancier fictif : essai sur la représentation de l'écrivain dans le roman québécois, Sillery, Presses de l'Université du Québec, coll. « Genres et discours », 1980, 155 p. « Note liminaire » de Marc Angenot.  (ISBN 2-7605-0271-6). Réédition : Québec, Éditions Nota bene, coll. « Visées critiques », 1999, 229. « Présentation » de François Dumont.  (ISBN 2-89518-032-6)
- Y a-t-il un intellectuel dans la salle ?, Montréal, Primeur, coll. « L’échiquier », 1984, 206. « Avant-propos » de René Lapierre.  (ISBN 2-89286-042-3)
- Surprendre les voix, Montréal, Boréal, coll. « Papiers collés », 1986, 237 p. « Avertissement » de François Ricard et Fernand Ouellette.  (ISBN 2-89052-178-8) Réédition : Montréal, Boréal, coll. « Boréal compact », no 286, 2016, 237 p.  (ISBN 978-2-7646-2414-2)
- Notre Rabelais, Montréal, Boréal, coll. « Papiers collés », 1990, 177 p. « Présentation » de Diane Desrosiers et François Ricard.  (ISBN 2890523187)

## Filmographie (Office national du film du Canada)
Filmographie (Office national du film du Canada) :
- 1964 : À propos d’une plage, réalisation : Georges Dufaux ; production : André Belleau et Claude Nedjar
- 1964 : Villeneuve, peintre-barbier, réalisation : Marcel Carrière ; production : André Belleau
- 1964 : Vaillancourt, réalisation : David Millar ; production : André Belleau et Guy Glover
- 1964 : Vaillancourt, sculpteur, réalisation : David Millar ; production : André Belleau et Guy Glover
- 1964 : Champlain, réalisation : Denys Arcand ; production : André Belleau et Fernand Dansereau
- 1964 : Samuel de Champlain : Québec 1603, réalisation : Denys Arcand ; production : André Belleau et Fernand Dansereau
- 1964 : Fabienne sans son Jules, réalisation : Jacques Godbout ; production : André Belleau et Jacques Bobet
- 1964 : Huit témoins, réalisation : Jacques Godbout ; production : André Belleau
- 1964 : Geneviève, dans La Fleur de l'âge, ou Les adolescentes, réalisation : Michel Brault ; production : André Belleau
- 1964 : La Courte Échelle / Give Me a Hand, réalisation : Jacques Giraldeau ; production : André Belleau
- 1965 : La Route de l'Ouest, réalisation : Jacques Giraldeau ; production : André Belleau
- 1965 : Notes sur une minorité, réalisation : Gianfranco Mingozzi ; production : André Belleau
- 1965 : La Route de l'Ouest, réalisation : Denys Arcand ; production : André Belleau
- 1965 : Regards sur l'occultisme (1re partie) - Magie et miracles, réalisation : Guy L. Coté ; production : André Belleau
- 1965 : Regards sur l'occultisme (2e partie) - Science et esprits, réalisation : Guy L. Coté ; production : André Belleau
- 1965 : La Mort de Gandji, film d'animation, réalisation : Moustapha Alassane ; production : André Belleau
- 1965 : Les Montréalistes, réalisation : Denys Arcand ; production : André Belleau
- 1965 : Astataïon ou le Festin des morts, réalisation : Fernand Dansereau ; direction de production : André Belleau
- 1965 : Le Festin des morts, réalisation : Fernand Dansereau ; direction de production : André Belleau
- 1966 : Antonioni, documents et témoignages, réalisation : Gianfranco Mingozzi ; production : André Belleau
- 1966 : Les Échoueries, réalisation : Raymond Garceau ; production : André Belleau
- 1966 : Marie-France et Véronique, réalisation : Jean Rouch ; production : André Belleau et Victor Jobin
- 1966 : YUL 871, réalisation : Jacques Godbout ; production : André Belleau
- 1967 : Aspects d'une discussion en groupe, réalisation : Guy Beaugrand-Champagne et Raymonde Pilon ; production : André Belleau
- 1967 : Cinéma et Réalité, réalisation : Georges Dufaux et Clément Perron ; production : André Belleau
- 1967 : Indian Memento / Mémoire indienne, réalisation : Michel Régnier ; production : André Belleau et Robert Forget
- 1967 : Parcs atlantiques / Atlantic Parks, réalisation : Denys Arcand ; production : André Belleau
- 1967 : L’Indien parle / The Indian Speaks, réalisation : Marcel Carrière ; production : André Belleau
- 1967 : Le Pavillon du Canada, réalisation : Marc Beaudet ; direction générale : André Belleau et Clément Perron ; commentaire : André Belleau
- 1967 : Vivre sa ville, réalisation : Jacques Godbout ; production : André Belleau
- 1967 : Kid sentiment, réalisation : Jacques Godbout ; voix-off : André Belleau
- 1968 : Saint-Jérôme, réalisation : Fernand Dansereau ; direction de production : André Belleau et Robert Forget
- 1968 : En octobre, réalisation : Jacques Bobet ; production : André Belleau
- 1972 : Fin d’un jour d’été, réalisation : Robert Fortier ; production : André Belleau

## Distinction
- 1984 - Prix d’excellence en études canadiennes pour l’enseignement universitaire

## Sources
- Bibliographie de et sur André Belleau
- Melançon, Benoît, « Le statut de la langue populaire dans l’œuvre d’André Belleau ou La reine et la guidoune », Études françaises, vol. 27, n° 1, 1991, p. 121-132.
- Collectif, « À la jeunesse d’André Belleau », Études françaises, numéro préparé par Ginette Michaud, vol. 23, n° 3, 1987, 164 p. (http://revue-etudesfrancaises.umontreal.ca/volume-23-numero-3/).
- Collectif, « André Belleau », Liberté, no 169, février 1987, p. 2-97.
- Collectif, « André Belleau I : relire l’essayiste », Voix et images, numéro 124, automne 2016, p. 9-93.  (ISSN 0318-9201)
- Collectif, « André Belleau II : le texte multiple », Voix et images, numéro 125, hiver 2017, p. 9-134.  (ISSN 0318-9201)
- Benoît Melançon, « Sur un adage d’André Belleau », Études françaises, vol. 56, n° 2, 2020, p. 83-96.
- Laurent Mailhot, « André Belleau », Études françaises, volume 22, numéro 3, hiver 1986, p. 3–5 (lire en ligne).